# Grandeza
 La grandeza es un concepto de un estado de superioridad que afecta a una persona o un objeto en un determinado lugar o área. La grandeza también  puede hacer referencia a los individuos que poseen una capacidad natural para ser mejores que todos los demás.[cita requerida]

## Concepto

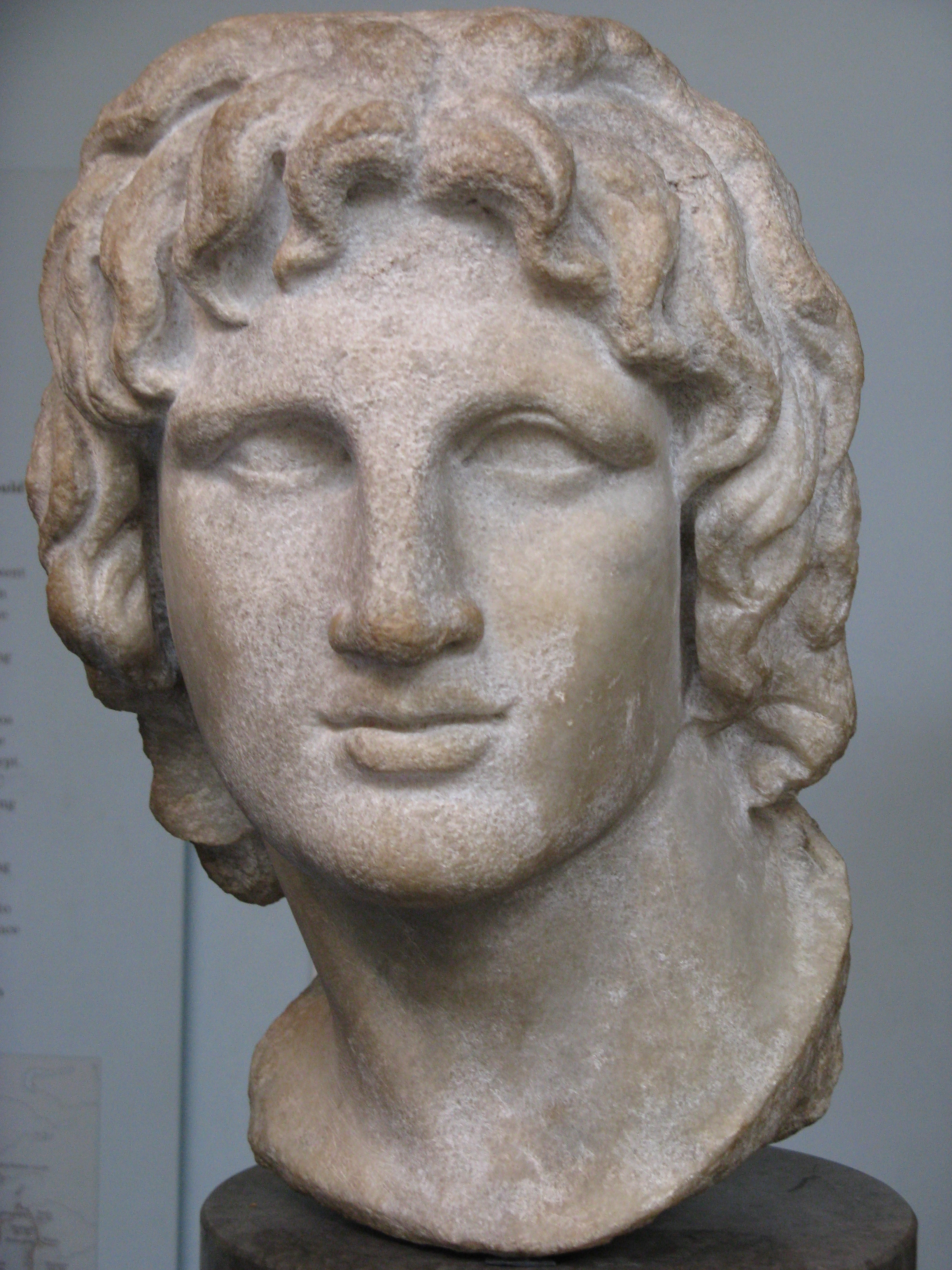
Busto en mármol de Alejandro Magno, Obra helenística original de Alejandría, (Egipto).

El concepto implica que la persona u objeto en particular, en comparación con otros de tipo similar, tiene una clara ventaja sobre los demás. Como un término descriptivo que se aplica con mayor frecuencia a una persona o a su trabajo, y puede ser calificativo o no calificativo. La aplicación de los términos "gran" y "grandeza" depende de la perspectiva y de juicios subjetivos de los que las aplican. Mientras que en algunos casos la percepción de la "grandeza" de una persona, lugar u objeto puede ser acordado por muchos, este no es necesariamente el caso, y la percepción de la "grandeza" puede ser por tanto ferozmente disputada y muy individual.
Históricamente, en Europa, a los gobernantes a veces se les daba el atributo de "el Grande", como en Alejandro Magno, Federico el Grande, Pedro el Grande y Catalina la Grande. Empezando por el cónsul romano y el general Pompeyo, también se utilizó el equivalente latino "Magnus", como en Pompeyo Magnus, Alberto Magno y Carolus Magnus. El idioma inglés usa el término latino magnum opus (literalmente, "Gran obra") para describir ciertas obras de arte y literatura.
Desde la publicación de Genio hereditario de Francis Galton en 1869, y especialmente con el desarrollo acelerado de las pruebas de inteligencia a principios del siglo XX, se ha publicado una gran cantidad de investigaciones científicas sociales relacionadas con la cuestión de la grandeza. Gran parte de esta investigación en realidad no usa el término "grande" para describirse a sí misma, prefiriendo términos como "eminencia", "genio", "logro excepcional", etc. Históricamente, las principales batallas intelectuales sobre este tema se han centrado en las cuestiones de "naturaleza" o "persona versus contexto". Hoy la importancia de ambas dimensiones es aceptada por todos, pero los desacuerdos sobre la importancia relativa de cada una todavía se reflejan en las variaciones en los énfasis de la investigación.

## Enfoques genéticos
La investigación inicial tuvo un fuerte énfasis genético y se centró en la inteligencia como la fuerza impulsora detrás de la grandeza.[cita requerida]

### Genio hereditarioGalton (1869)
La primera investigación de este tipo, Hereditary Genius, de Francis Galton (1869), argumentó que las personas varían enormemente en "habilidad natural", que se hereda biológicamente. Aquellos en el extremo superior de la gama, es decir, los genios, se convierten en los líderes y grandes triunfadores de su generación. Para probar esta tesis, Galton recopiló datos que mostraban que el genio se agrupa en lo que él denominó "Líneas Familiares Notables", como las de Bernoulli, Cassini, Darwin, Herschel y Jussieu en la ciencia, o la Familia Bach en la música.
Luego, Galton calculó las probabilidades de que las personas eminentes tengan relaciones eminentes, teniendo en cuenta la cercanía de la conexión biológica (por ejemplo, hijo vs nieto), y la magnitud del logro del padre eminente. Sus hallazgos fueron anticipados: cuanto más famoso era el padre (es decir, el mayor nivel de presunta "habilidad natural"), mayor era la probabilidad de que hubiera descendientes ilustres; y cuanto más cerca esté el lazo de sangre, mayores serán esas probabilidades.

### Rasgos mentales tempranos de 300 geniosCox (1926)
El libro de Catharine Cox sobre Los primeros rasgos mentales de Trescientos genios (1926), era similar al de Galton en su orientación. Utilizando el método que su mentor, el profesor de psicología de Stanford, Lewis Terman, había desarrollado para diferenciar a los niños en términos de inteligencia, Cox codificó los registros de los logros infantiles y adolescentes de 301 líderes y creadores eminentes para estimar lo que su coeficiente de inteligencia habría sido sobre la base de nivel intelectual de dichos logros en relación con la edad a la que se lograron. Por ejemplo, John Stuart Mill estudió griego a los 3 años, leyó a Platón a los 7, y aprendió cálculo a los 11. Como tal, lo que estaba haciendo a los 5 años, la persona promedio no podía hacerlo hasta los 9 años y 6 meses de edad, dando a Mill un coeficiente de inteligencia estimado de 190.
Cox descubrió que la eminencia percibida de los que tenían el cociente intelectual más alto era más alta que la de aquellos que alcanzaban estimaciones de coeficiente de inteligencia más bajo, y que aquellos con coeficiente de inteligencia más alto también exhibían más versatilidad en sus logros. Por ejemplo, da Vinci, Michelangelo, Descartes, Benjamin Franklin, Goethe y otros con coeficiente de inteligencia de 160 o superior fueron superiores en su versatilidad a los que obtuvieron puntajes más bajos, como George Washington, Palestrina o Philip Sheridan.
Tanto Cox como Galton han sido criticados por no tener en cuenta el papel de la crianza, o más específicamente la ventaja socioeconómica y educativa, en los logros de estos grandes genios históricos.

## Enfoque cultural
La obra de Galton desencadenó específicamente una importante investigación antropológica posterior.

### Configuraciones del crecimiento culturalKroeber (1944)
Las Configuraciones del crecimiento cultural (1944) de Alfred Kroeber consideraron a muchos de los mismos grandes históricos que Galton y Cox, pero desde una orientación completamente diferente. Como antropólogo cultural, Kroeber sostuvo que, en palabras de Simonton, "la cultura tiene primacía sobre el individuo en cualquier descripción de la conducta humana, y que los genios históricos no son la excepción ..."
Para demostrar su tesis, Kroeber recopiló "largas listas de figuras notables de varias nacionalidades y épocas históricas", y luego las agrupó dentro de un campo y un contexto cultural compartido, por ejemplo, "Configuración para la literatura estadounidense". Luego, dentro de estas agrupaciones, enumeró sus notables en "estricto orden cronológico", identificando las figuras más eminentes mediante el uso de letras mayúsculas para sus apellidos (por ejemplo, Emerson, Longfellow, Edgar Allan Poe, Walt Whitman, etc. en la configuración anterior).
Kroeber descubrió que el genio nunca apareció aislado, sino más bien, en palabras de Simonton, que "un grupo de genios con otros de mayor y menor fama en las generaciones adyacentes". También descubrió que había "crestas" y "depresiones" históricas en todos los campos. Estas fluctuaciones en la aparición del genio eran demasiado rápidas para ser explicadas por el mecanismo simple de la herencia genética a lo largo de las líneas familiares.
Kroeber argumentó, en palabras de Simonton, que sus "configuraciones" se debían a "emulaciones": "Los genios se agrupan en la historia porque las figuras clave de una generación emulan a las generaciones inmediatamente precedentes ... (hasta) alcanzar un alto punto de perfección que obstaculiza un mayor crecimiento". En este punto, la "tradición degenera en una imitación vacía, ya que la mayoría de las mentes creativas avanzan hacia pastos más verdes". Sería el caso por ejemplo de los músicos del clasicismo vienés, con la eclosión primero de Haydn y Mozart, la culminación de Beethoven, la continuación con Schubert y Weber y la decadencia con Hummel.
Las investigaciones recientes son consistentes con estas explicaciones; pero muchos aspectos del proceso de desarrollo desde el nacimiento hasta el logro de la grandeza continúan sin ser contabilizados por el enfoque antropológico de Kroeber.

## Enfoques de desarrollo
Los estudios retrospectivos, que incluyen extensas entrevistas con individuos que han alcanzado eminencia, o al menos niveles excepcionales de logros, han contribuido mucho a nuestra comprensión del proceso de desarrollo. Destacan dos estudios en particular:

### Elite científicaZuckerman (1977)
Élite científica: Premios Nobel en los Estados Unidos, de Harriet Zuckerman se basa en muchas fuentes de evidencia de investigación, incluida una serie de cuarenta y una entrevistas prolongadas con ganadores estadounidenses de los Premios Nobel de Ciencias.
Zuckerman orientó sus resultados en torno a dos temas principales: cómo se otorga el premio y el desarrollo profesional de la élite científica. Sus hallazgos sobre el primer tema se resumen brevemente en el artículo de Wikipedia sobre el Premio Nobel
En relación con la cuestión del desarrollo profesional de la élite científica, Zuckerman usa la frase "acumulación de ventaja" para describir sus hallazgos. En sus palabras: "A los científicos que se muestran prometedores al principio de sus carreras se les brindan mayores oportunidades en cuanto a capacitación e instalaciones de investigación. En la medida en que estos científicos sean tan competentes como el resto o más, en última instancia lo harán mucho mejor en términos tanto de desempeño como de recompensa ... recompensas (que) pueden transformarse en recursos para el trabajo posterior ... (y por lo tanto con el tiempo) los científicos que están inicialmente aventajados obtienen incluso mayores oportunidades para mayores logros y recompensas".
Para ver si la "acumulación de ventajas" estaba operando en el desarrollo profesional de la élite científica, Zuckerman comparó las carreras de futuros ganadores con las de "miembros de la Academia Nacional de Ciencias de los Estados Unidos y la base científica" a lo largo de varias dimensiones que incluyen los orígenes socioeconómicos, el estado de la educación de pregrado y posgrado, el proceso de pasar a la élite científica, y los primeros trabajos y cátedras.
También entrevistó extensamente a cuarenta y un premios Nobel acerca de sus "aprendizajes" mientras realizaban su investigación doctoral, y otros aspectos del desarrollo de su carrera relacionados con los temas anteriores.
Zuckerman concluyó que la evidencia de "acumulación de ventaja" estaba claramente presente en el curso del desarrollo, con el resultado de que su investigación"... arrojó una duda considerable sobre la conclusión de que las diferencias marcadas en el rendimiento entre la ultra-élite y otros científicos reflejan igualmente marcadas diferencias en sus capacidades iniciales para realizar trabajos científicos".

### Desarrollando el talento en los jóvenesBloom y otros (1985)
Benjamin Bloom y cinco colegas realizaron extensas entrevistas con 120 "hombres y mujeres jóvenes (así como sus padres y maestros influyentes) ... que habían alcanzado los más altos niveles de logros" en seis campos: nadadores olímpicos, los 10 mejores jugadores profesionales de tenis calificados, pianistas consagrados, escultores consumados, matemáticos excepcionales y destacados neurólogos de investigación.
Informan de muchos hallazgos relevantes para el "proceso de desarrollo del talento", que incluyen:
- El desarrollo estaba ligado a los valores, intereses, recursos e inversiones personales de la familia de origen. En la mayoría de las familias, "la introducción al campo y el desarrollo inicial de habilidades se produjo" porque los "residentes (u otros miembros de la familia), persiguiendo sus propios intereses, crearon situaciones que intrigaron, interesaron o involucraron al niño ... El interés del niño fue recompensado o alentado ..." y los padres luego proporcionaron otras formas de extender este interés.[22]
- La "ética del trabajo" es fundamental para el desarrollo del talento. Está desarrollado por "el entorno hogareño" y "... directamente relacionado con el aprendizaje y la participación en el campo del talento elegido".[23]
- "Cada grupo de padres fomentó fuertemente el desarrollo de sus hijos en un campo de talento particularmente aprobado (relacionado con los propios" intereses especiales "de los padres) y dio mucho menos apoyo a otros posibles campos de talento y actividades".[24]
- "Las familias y los docentes fueron fundamentales en todo momento en el camino hacia la excelencia ... lo que hacen las familias y los docentes en diferentes momentos y cómo lo hacen establece claramente el escenario para un aprendizaje excepcional en cada campo de talento".[25]
- "Pocos ... (de los) individuos (incluidos en este estudio) fueron considerados como niños prodigios"; y, como resultado, esta investigación "plantea preguntas (serias) sobre puntos de vista anteriores sobre dones especiales y habilidades innatas como requisitos previos necesarios para el desarrollo del talento".[26]

## Enfoques recientes

### Genio: La historia natural de la creatividadEysenck (1995)
Un libro de 1995 de Hans Eysenck sostiene que un "rasgo de personalidad" llamado psicoticismo es central para convertirse en un genio creativo; y un libro más reciente de Bill Dorris (2009) analiza la influencia de "todo, desde la genética hasta las crisis culturales", incluido el azar, en el curso del desarrollo de quienes logran la grandeza.
El libro de Hans Eysenck, Genius: The Natural History of Creativity (1995), "construye ... un modelo de genio y creatividad" cuya "novedad reside en su intento de hacer que las diferencias de personalidad sean fundamentales para el tema estudiado".
En particular, Eysenck está interesado en un rasgo de personalidad llamado "psicoticismo ... principal entre (cuyas) características cognitivas es una tendencia a la inclusión excesiva, es decir, una inclinación a no limitar las asociaciones a ideas relevantes, recuerdos, imágenes, etc."
Considera un rango masivo de investigación psicológica experimental para establecer los mecanismos genéticos y neuroquímicos subyacentes que pueden estar operando para influir en los niveles de creatividad asociados con las fluctuaciones en "la tendencia a la inclusión excesiva indicativa de psicoticismo ..."
La evaluación de Eysenck de su argumento general es la siguiente: "No hay indicios de que la teoría sea más que una sugerencia de cuántos hechos e hipótesis dispares se pueden juntar en una cadena causal, explicando ... el apogeo del esfuerzo humano: el genio. La teoría tiene un punto a su favor: cada paso puede probarse experimentalmente, y muchos pasos ya han recibido apoyo positivo de tales pruebas".

### El éxito de los más aptos- Dorris (2009)
El libro de Bill Dorris, El éxito de los más aptos: Cómo un grande se hace grande (2009), intenta abordar una serie de cuestiones que siguen sin respuesta sobre el tema. Estas incluyen el papel del azar en el curso del desarrollo, la importancia del desarrollo de características personales únicas para alcanzar la grandeza y la influencia de los cambios en los mundos más amplios que rodean a la persona, desde el interpersonal hasta el social en el curso del desarrollo individual.
Dorris argumenta que a los que alcanzan la "grandeza" se les atribuye la solución de un problema generacional clave en un campo y / o sociedad (por ejemplo, Einstein resolvió el conflicto entre Newton y Maxwell en física al comienzo del siglo XX o Woody Guthrie aportó voz para los parias de la Gran Depresión de la década de 1930).
El argumento principal de Dorris es que aquellos que se vuelven "grandes" comienzan con suficiente potencial genético y luego pueden, en dos o más décadas, obtener coincidencias / ajustes con "el tipo correcto de problemas" para extender el desarrollo de estos sesgos genéticos en lo que Dorris denomina "características clave". Estas son las características intelectuales, de personalidad y propias que eventualmente se requieren para resolver un problema generacional clave en su campo y / o sociedad.
Dorris argumenta que hay cuatro tipos de procesos de emparejamiento que ocurren a lo largo de dicho desarrollo. Estos se refieren a coincidencias entre las necesidades de desarrollo de la persona y las oportunidades y recursos esenciales para participar en actividades de resolución de problemas que estimulan un mayor desarrollo de aquellos aspectos de la inteligencia, la personalidad y el yo que con el tiempo se convierten en características clave.
Dos de estos procesos de comparación se cubren ampliamente en la literatura de investigación existente: concordancia continua y concordancia acumulativa.
Los otros dos procesos de emparejamiento descritos por Dorris son completamente nuevos en este libro: correspondencia catalítica y coincidencia caótica.
El argumento de Dorris en relación con la coincidencia catalítica es que cualquiera que eventualmente se convierta en un "grande" habrá experimentado uno o más períodos sostenidos de desarrollo excepcionalmente acelerado de sus características clave, aceleraciones que sirven masivamente para diferenciarlas de sus pares anteriores en términos de desarrollo y visibilidad dentro del campo.
Esta aceleración se produce porque la persona se convierte en el punto focal (estrella) de un sistema autorreforzador de experiencia y recursos (sistema catalítico) que prospera con el desarrollo y la visibilidad acelerados de esta persona.
El argumento de Dorris en relación con el emparejamiento caótico es que el acceso a los recursos y las oportunidades de aprendizaje esenciales para el desarrollo de las características clave de un eventual "grande" a menudo no se debe a los esfuerzos / planificación del individuo, sino simplemente a eventos fortuitos en el mundo interpersonal, institucional o social alrededor de la persona, que (a diferencia de quizás millones de pares igualmente capaces) se convierte en el beneficiario de estos eventos fortuitos, eventos que según Dorris pueden cambiar el futuro completo de una persona de la misma manera que un premio mayor de lotería.
Dorris documenta sus argumentos teóricos con extensos estudios de casos de una amplia gama de individuos, incluidos Einstein, Elvis, Monet, Mozart, da Vinci, Abraham Lincoln, Watson y Crick, Louis Armstrong, Bill Gates, Alfred Hitchcock, Woody Guthrie...